# Farnoosh Samadi
Farnoosh Samadi (Isfahan) is een Iraans filmregisseur en scenarioschrijver.

## Biografie
Farnoosh Samadi werd geboren in Isfahan. Ze studeerde af aan de Rome University of Fine Arts (RUFA) in Rome, Italië. Haar eerste korte film die ze regisseerde, Il silenzio, mede geregisseerd door de Iraanse regisseur Ali Asgari, ging in wereldpremière voor de competitie van de Gouden Palm op het filmfestival van Cannes 2016.
Ze regisseerde daarna de korte films Gaze (2017) en The Role (2018). Gaze ging in wereldpremière op het internationaal filmfestival van Locarno 2017 en won de Grand Jury Award voor Live Action Short Film op het AFI Film Festival 2017 en de Gouden Pram Award op het filmfestival van Zagreb in 2018. Samadi schreef samen met Asgari het scenario van Disappearance, het speelfilmdebuut van Ali Asgari, die in première ging op het 74e filmfestival van Venetië en op het internationaal filmfestival van Toronto 2017 en de prijs won voor beste film op het 28e Internationaal filmfestival van Singapore 2017. 
Haar debuutfilm 180° Rule ging in première op het filmfestival van Toronto 2020 en ontving op het 65e Internationaal filmfestival van Valladolid de prijs voor beste film in de sectie "Meeting Point".

## Filmografie
| Jaar | Film                | Bijdragen | Bijdragen | Opmerkingen                       |
| Jaar | Film                | Regie     | Scenario  | Opmerkingen                       |
| ---- | ------------------- | --------- | --------- | --------------------------------- |
| 2020 | 180° Rule           | Afgevinkt |           |                                   |
| 2020 | Pilgrims            | Afgevinkt | Afgevinkt | Korte film                        |
| 2020 | Witness             |           | Afgevinkt | Korte film                        |
| 2019 | Exam                |           | Afgevinkt | Korte film                        |
| 2018 | The Role            | Afgevinkt | Afgevinkt | Korte film                        |
| 2018 | Delay               |           | Afgevinkt | Korte film                        |
| 2017 | Disappearance       |           | Afgevinkt | Samen met Ali Asgari              |
| 2017 | Gaze                | Afgevinkt | Afgevinkt | Korte film                        |
| 2016 | Il silenzio         | Afgevinkt | Afgevinkt | Korte film (samen met Ali Asgari) |
| 2015 | Pain                |           | Afgevinkt | Korte film                        |
| 2014 | The Baby            |           | Afgevinkt | Korte film                        |
| 2013 | More Than Two Hours |           | Afgevinkt | Korte film                        |

## Prijzen en nominaties
De belangrijkste:
| Jaar | Prijs                                      | Categorie                  | Film        | Uitslag  |
| ---- | ------------------------------------------ | -------------------------- | ----------- | -------- |
| 2020 | Internationaal filmfestival van Valladolid | Beste film "Meeting Point" | 180° Rule   | Gewonnen |
| 2016 | Internationaal filmfestival van Berlijn    | Beste korte film           | Il silenzio | Gewonnen |